# Tijdreeksanalyse

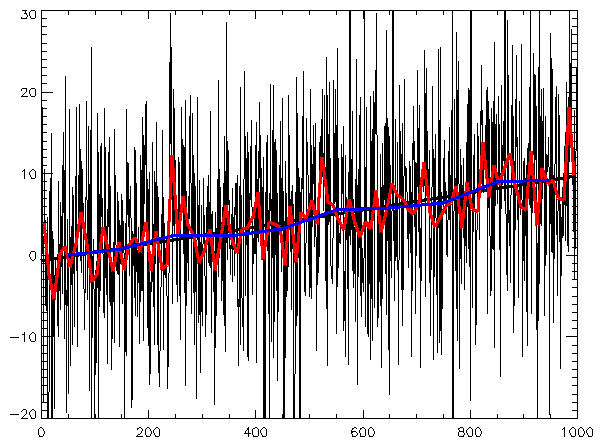
Tijdreeksen: random data met een trend

Tijdreeksanalyse is een deelgebied van de wiskunde dat methoden bestudeert voor de analyse van zogenaamde tijdreeksen, reeksen van data geïndexeerd met de tijd als parameter. Meestal betreft het gegevens die gedurende een bepaalde periode op equidistante tijdstippen zijn waargenomen. Voorbeelden van tijdreeksen zijn de dagelijkse sluitingswaarde van de Dow Jones index en het jaarlijkse stroomvolume van de Nijl bij Aswan. Tijdreeksanalyse beoogt onder andere zinnige statistieken en andere karakteristieken te beschrijven. Tijdreeksanalyse wordt veel gebruikt om met behulp van een model een goede voorspelling te geven, zoals de waarde van een aandeel. Tijdreeksgegevens hebben een natuurlijke tijdsordening. Dit onderscheidt tijdreeksanalyse van andere gemeenschappelijke data-analyseproblemen, waarbij er geen natuurlijke ordening van de waarnemingen is. Een tijdreeksmodel zal over het algemeen waarnemingen in de nabije toekomst beter voorspellen dan waarnemingen verder weg in de toekomst.

## Methoden

### Algemene verkenning
- Het onderzoeken van de grafieken van de tijdreeks.
- Het onderzoeken van de autocorrelatie.

### Beschrijvend
- Het onderverdelen in componenten die trend, seizoensgebondenheid, langzame en snelle variatie en cyclisch onregelmatigheid vertegenwoordigen.
- Eenvoudige eigenschappen van marginale verdelingen.

### Voorspellend
- Volledige modellen, bedoeld voor stochastische simulatie.
- Eenvoudige of volledig gevormde statistische modellen om de waarschijnlijke uitkomst van de tijdreeks in de nabije toekomst, gezien de kennis van de meest recente uitkomsten, te proberen te beschrijven.

## Modellen
Modellen voor tijdreeksgegevens van stochastisch processen kunnen veel verschillende vormen aannemen. Drie brede categorieën zijn bij het modelleren van schommelingen in het niveau van een proces van praktisch belang: de autoregressieve modellen, de geïntegreerde modellen en de modellen gebaseerd op het voortschrijdende gemiddelde. Deze drie categorieën zijn ieder lineair afhankelijk van de voorgaande niveaus van het proces. Combinaties van deze ideeën zijn de modellen van het autoregressieve voortschrijdende gemiddelde ARMA en van het autoregressieve geïntegreerde voortschrijdende gemiddelde ARIMA. 
Er zijn ook modellen die niet lineair zijn. Voorbeelden hiervan zijn modellen in de categorie met heteroskedasticiteit. Dit zijn de autoregressieve heteroskedastische ARCH modellen en deze vertegenwoordigen een grote verzameling van modellen, bijvoorbeeld GARCH en TARCH.
Er zijn twee voorwaarden die in de theorie belangrijk zijn:
- stationairiteit en
- ergodiciteit